# Villiers-aux-Corneilles
Villiers-aux-Corneilles is een gemeente in het Franse departement Marne (regio Grand Est) en telt 88 inwoners (2009). De plaats maakt deel uit van het arrondissement Épernay.

## Geografie
De oppervlakte van Villiers-aux-Corneilles bedraagt 6,1 km², de bevolkingsdichtheid is dus 14,4 inwoners per km².
De onderstaande kaart toont de ligging van Villiers-aux-Corneilles met de belangrijkste infrastructuur en aangrenzende gemeenten.

## Demografie
Onderstaande figuur toont het verloop van het inwonertal (bron: INSEE-tellingen).